# Ogrodniki (rejon ignaliński)
Ogrodniki (lit. Daržininkai) – wieś na Litwie, w okręgu uciańskim, w rejonie ignalińskim, w starostwie Kozaczyzna.

## Historia
W czasach zaborów wieś i folwark leżały w granicach Imperium Rosyjskiego.
W dwudziestoleciu międzywojennym folwark i zaścianek leżały w Polsce, w województwie nowogródzkim (od 1926 w województwie wileńskim), w powiecie brasławskim (od 1926 w powiecie święciańskim), w gminie Dukszty.
Według Powszechnego Spisu Ludności z 1921 roku zamieszkiwało:
- folwark – 15 osób, 13 było wyznania rzymskokatolickiego, 1 ewangelickiego i 1 sataroobrzędowego. Jednocześnie wszyscy mieszkańcy zadeklarowali polską przynależność narodową. Był tu 1 budynek mieszkalny[3].
- zaścianek – 18 osób, 12 było wyznania rzymskokatolickiego a 6 mojżeszowego. Jednocześnie 15 mieszkańców zadeklarowało polską przynależność narodową a 3 litewską. Były tu 4 budynki mieszkalne[3].

Wykaz z 1931 wymienia jedynie zaścianek w którym zamieszkiwało tu 33 osoby w 6 budynkach.
Miejscowość należała do parafii rzymskokatolickiej w Kozaczyźnie. Podlegała pod Sąd Grodzki w Święcianach i Okręgowy w Wilnie; właściwy urząd pocztowy mieścił się w m. Duksztach.